# ادمون پولشلوپک
ادمون پولشلوپک (فرانسوی: Edmond Polchlopek‎; ۲۰ ژوئیهٔ ۱۹۳۴ – ۲۱ سپتامبر ۲۰۰۴) دوچرخه‌سوار اهل فرانسه بود.